# Gonzalo Vicino
Gonzalo Vicente Vicino (27 de septiembre de 1939 - 8 de febrero de 2021), fue un profesor autodidacta, escritor, divulgador y astrónomo aficionado uruguayo.

## Biografía
Se desempeñó como profesor de astronomía en enseñanza secundaria en distintos liceos, entre ellos el Liceo Manuel Rosé de Las Piedras llegando a ser nombrado inspector en el Consejo de Educación Secundaria. Fue también encargado de programación del Planetario y lideró el Observatorio Eta Carinae. Miembro de la Sociedad Uruguaya de Astronomía. Desde 1988 fue miembro consultante de la Comisión 46 de la Unión Astronómica Internacional.  Fundó en 1997 la Fundación Astronómica de Uruguay. En marzo de 1999 el astrónomo uruguayo descubrió una nebulosa que fue llamada el «Objeto Vicino».

## Libros
- 1987, Ya está aquí el cometa Halley
- 1989, Atlas de cielo
- 1995, Hacia una didáctica de la astronomía
- 1991, Prácticas de astronomía
- 1995, Las estrellas
- 2003, Relatividad y cosmología (reeditado en 2008).